# Macrostomum riedeli
Macrostomum riedeli är en plattmaskart. Macrostomum riedeli ingår i släktet Macrostomum och familjen Macrostomidae. Inga underarter finns listade i Catalogue of Life.